# 北陸鉄道片山津線
片山津線（かたやまづせん）は、石川県加賀市の動橋駅と片山津駅とを結んでいた鉄道路線である。地元の温泉旅館経営者達が中心となり馬車鉄道として開業し、温泉電軌をへて北陸鉄道に合併されるが、1965年（昭和40年）に全線が廃止された。
山中線・動橋線・粟津線・連絡線とともに加南線と総称されていた。動橋線と同じく北陸本線の動橋駅に接続していたが、北陸本線を挟んだ駅の反対側にあり、加南線の他の4線とは線路が繋っていなかった。
このため、所属車両も極めて少なく、末期の1964年時点で電車のモハ1801・1802と有蓋車と無蓋車が1両ずつだけであった。

## 路線データ
- 路線距離（営業キロ）：2.7 km
- 軌間：1067 mm
- 駅数：3駅（起終点駅含む）
- 複線区間：なし（全線単線）
- 電化区間：全線

## 歴史
地元旅館業者により設立した他の軌道と違い外部資本を求め東京の岡田英一を社長に就任させた。ところが1911年に会社は設立したが一向に工事は行われなかった。旅館業者達は岡田の株式を引き取り計画の進んでいた温泉電軌（1913年11月設立）に将来は譲渡することを決めて経営を温泉電軌に委託し1914年に開業することができた。まもなく温泉電軌に合併されたが電化は後回しにされ1922年まで馬車鉄道により運行されていた。旧山代軌道線と接続する予定であったが北陸線を横断するために高架線または地下線にしなければならないため実現しなかった。
- 1910年（明治43年）12月16日：片山津軌道に対し軌道特許状下付（江沼郡作見村-同郡動橋村 動力 瓦斯式自動車）[2]
- 1911年（明治44年）6月29日：片山津軌道株式会社を設立[3]
- 1914年（大正3年）
  - 4月29日：経営を委託した温泉電軌により片山津 - 動橋間が開業（動力 馬力 軌間 914 mm）
  - 5月15日：温泉電軌に合併
- 1922年（大正11年）
  - 2月17日：鉄道免許状下付（江沼郡動橋村-同郡作見村間）[4]
  - 11月23日：改軌・電化し、軌道から鉄道に変更[5]
- 1943年（昭和18年）10月13日：（旧）北陸鉄道・金石電気鉄道・温泉電軌・金名鉄道・能登鉄道ほかが合併して北陸鉄道設立。同社の片山津線となる
- 1965年（昭和40年）9月24日：全線廃止

## 駅一覧
駅名および所在地は廃止時点のもの。全駅石川県に所在。
凡例
列車交換 … ∧：交換可、｜：交換不可
| 駅名         | 駅間キロ | 営業キロ | 接続路線                                    | 列車交換 | 所在地           |
| ------------ | -------- | -------- | ------------------------------------------- | -------- | ---------------- |
| 動橋駅       | -        | 0.0      | 国鉄：北陸本線 北陸鉄道：動橋線（新動橋駅） | ｜       | 加賀市動橋町     |
| 片山津本町駅 | 1.8      | 1.8      |                                             | ｜       | 加賀市片山津町   |
| 片山津駅     | 0.9      | 2.7      |                                             | ∧        | 加賀市片山津温泉 |

電化開業時の駅名称は新動橋、合河（廃止）、片山津本村、片山津。